# Reborn Superstar!
Reborn Superstar! (Originaltitel: 来世は偉人 Raise wa Ijin!) ist das zweite Album der japanischen Metalcore-Band Hanabie., das am 26. Juli 2023 über Epic Records zunächst in Japan veröffentlicht wurde. In Deutschland erscheint das Album am 26. August gleichen Jahres via Century Media.
Reborn Superstar umfasst zehn Titel und weist knappe 30 Minuten Spielzeit auf. In Japan erreichte die Band mit dem Album erstmals eine Notierung in den heimischen Albumcharts von Oricon.
Zum Album wurden vier Lieder vorab veröffentlicht, zwei davon fungieren offiziell als Single.

## Veröffentlichung
Bereits am 7. August 2022 veröffentlichten Hanabie. mit NEET Game ein Lied, das auf dem knapp elf Monate später angekündigten Album, enthalten ist. Diesem Lied folgte die Herausgabe des Stückes Osaki ni Shitsurei Shimasu am 9. Januar 2023. Das Lied wurde von Yuyoyuppe, einem DJ und Frotmann der Gruppe Naked Identity Created by King, produziert. Im dazugehörigen Musikvideo ist überdies die Seiyū Aki Toyosaki zu sehen.
Eine erste offizielle Single wurde am 17. Juni 2023 mit Tousou (Run Away) herausgegeben. Einen Tag später kündigte die Gruppe ihr Debütalbum Raise wa Ijin! an, das am 26. Juli gleichen Jahres über Epic Records in Japan veröffentlicht wurde und somit das Major-Debüt der Gruppe darstellt. Am 14. Juli 2023 erschien mit This Is the Year to Be a Gal eine weitere Singleauskopplung.
Am 18. Juli wurde angekündigt, dass das Album in Deutschland unter dem Titel Reborn Superstar! am 26. August 2023 über Century Media erscheinen wird.

## Titelliste
| Nr. | Titel (japanisch)                      | Titel (Transkription)                                | Länge | Anmerkungen          |
| --- | -------------------------------------- | ---------------------------------------------------- | ----- | -------------------- |
| 1   | –                                      | Blast Off                                            | 1:03  |                      |
| 2   | 超次元ギャラクシー                     | Hyperdimension Galaxy                                | 4:44  |                      |
| 3   | –                                      | NEET Game                                            | 2:49  | Musikvideo           |
| 4   | 今年こそギャル ～初夏 ver.～           | This Is the Year to Be a Gal" (Early Summer version) | 3:14  | 2. Single Musikvideo |
| 5   | –                                      | Tales of Villain                                     | 3:41  |                      |
| 6   | –                                      | Warning!!                                            | 3:25  |                      |
| 7   | 我は宇宙最強のインベーダーちゃんである | I Am the Most Powerful Invader Girl in the Universe  | 1:41  |                      |
| 8   | –                                      | Tousou (Run Away)                                    | 2:51  | 1. Single Musikvideo |
| 9   | お先に失礼します。                     | Osaki ni Shitsurei Shimasu                           | 3:10  | Musikvideo           |
| 10  | –                                      | Today's Good Day & So Epic                           | 2:37  |                      |

## Bewerbung
Anfang August 2023 startete die Gruppe auf ihre erste Europatournee, die unter anderem Konzerte in Deutschland, Österreich, Italien, sowie Festival-Auftritte auf dem Dynamo Metal Fest in den Niederlanden, dem Leyendas del Rock in Spanien und dem Motocultor Festival in Frankreich umfasst. Der Tournee-Auftakt, der bei den Metaldays im slowenischen Velenje stattfinden sollte, wurde aufgrund der Unwetter und Überflutungen vor Ort kurzfristig abgesagt.
Zwischen dem 9. September und dem 6. Oktober 2023 folgt eine Tournee durch die Vereinigten unter anderem als Vorband für Galactic Empire sowie in Begleitung von Fox Lake und den Dropout Kings. Die Tournee umfasst außerdem Festival-Auftritte auf dem Blue Ridge Rock Festival, dem Louder Than Life und dem Aftershock Festival.
Im November begleiten Hanabie die britische Metalcore-Band für drei Konzerte auf deren Asientournee in Hongkong, Thailand und auf Taiwan. Außerdem wurde die Gruppe von Bring Me the Horizon eingeladen auf deren Nex_Fest, das in der Makuhari Messe in Tokio ausgetragen wird, aufzutreten.

## Besprechungen
Das Album erfuhr nach der Veröffentlichung in Japan keine mediale Beachtung. Erst mit der Ankündigung einer internationalen Herausgabe erlangte Reborn Superstar! etwas Aufmerksamkeit.
Das Album wurde von den Medien, die das Album besprachen, größtenteils positiv wahrgenommen. So bezeichnete Susanne in ihrer Albumbesprechung auf Soundmagnet die Musik der Gruppe als „unkonventionell, innovativ und kreativ“ sowie als ein „spannendes Hörerlebnis.“ Laut einer Besprechung auf Electrictunes.de spiele die Gruppe auf Reborn Superstar! eine Verwirbelung aus „skurilem und deftigen Metalcore mit zuckersüßem J-Pop und Elektrogeballere á la EBM“. Diese laut dem Rezensenten bizarre Mischung aus vermeintlich entgegengesetzter Musikrichtungen mache das Album zu einem gewöhnungsbedürftigen Hörerlebnis. Dieser befindet, dass Electric Callboy, die eine ähnliche musikalische Melange aus Popmusik und Metalcore spielen, im Vergleich zu diesem Album fast einpacken können.
Laut Catherine Morris, die das Album für das englischsprachige Metal Hammer besprach, spielen Hanabie eine Mischung aus quietschvergnügtem, hyperaktiven J-Pop und melodisch, brutalem Metalcore der 2000er-Jahre, der an Enter Shikari wenn diese von Babymetal angeführt würde, erinnere. Sie befand, dass die Gruppe die Ambition und das Talent in ihren Taschen habe, die sie auf Reborn Superstar! zur Schau stellen. Morris beschrieb das Werk als ein facettenreiches und massives Album, das verdient hätte, der Gruppe zu internationalem Erfolg zu verhelfen.

## Erfolg
In Japan konnte das Album in der ersten Verkaufswoche etwas mehr als 1.600 Tonträger verkaufen, womit das Album auf Platz 34 in den heimischen Albumcharts einstieg. Die Leser des britischen Metal-Hammer-Magazins wählten Reborn Superstar! auf Platz 32 der besten Alben des Jahres 2023.